# Outes

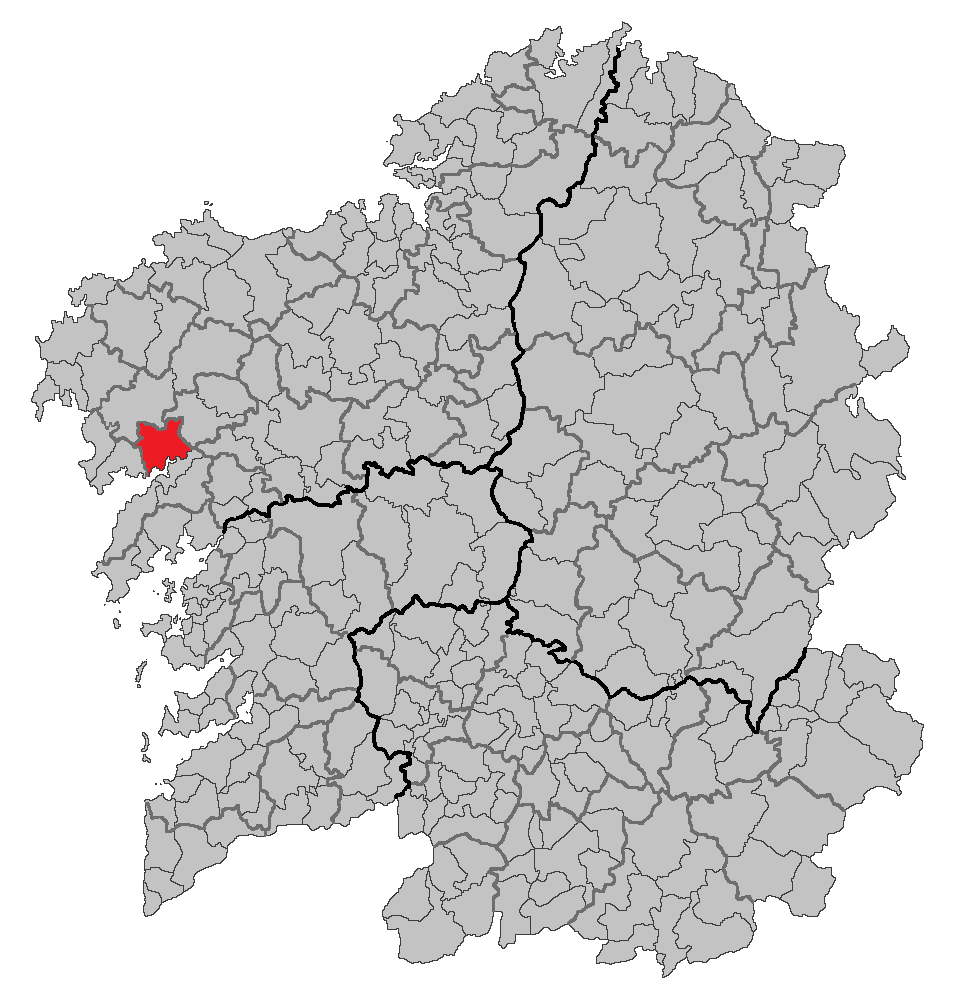
Vị trí của Outes in Galicia.

Outes là một đô thị của Ferrolterra phía tây bắc Tây Ban Nha ở tỉnh A Coruña trong cộng đồng tự trị của Galicia. Dân số 8202 (Spanish 2001 Census), diện tích là 100 km².